# 10 février 1975
Le lundi 10 février 1975 est le 41e jour de l'année 1975.

## Naissances
- Érick d'Orion, artiste canadien
- Aleksandr Boukharov, acteur russe
- Carmen Acedo, gymnaste rythmique espagnole
- Christophe Cazarelly, joueur de football français
- Farid Villaume, nakmuay (pratiquant du Muay Thai) français
- Fernando D'Amico, footballeur argentin
- Frédéric Cerulli, réalisateur, scénariste et reporter français
- François Meurillon, rameur d'aviron français
- Hiroki Kuroda, joueur de baseball japonais
- João Correia, cycliste portugais
- Konstantin Nahk, joueur de football estonien
- Kool Savas, rappeur allemand
- Moon Eui-jae, lutteur sud-coréen
- Oleg Grishkine, cycliste russe
- Scott Elrod, acteur américain
- Thomas Shimada, joueur de tennis japonais
- Tina Thompson, joueuse américaine de basket-ball

## Décès
- Al Perkins (né le 27 août 1904), auteur
- Dave Alexander (né le 3 juin 1947), bassiste américain
- Lévan Zourabichvili (né le 19 juin 1906), ingénieur français
- Lige Clarke (né le 22 février 1942), militant LGBT et journaliste américain
- Níkos Kavvadías (né le 24 janvier 1910), poète grec

## Événements
- Sortie de l'album George & Tammy & Tina par les artistes américains de musique country George Jones et Tammy Wynette
- Création du bourg de Tatsugō au Japon